# Stenoporpia jemesata
Stenoporpia jemesata är en fjärilsart som beskrevs av Samuel E. Cassino 1927. Stenoporpia jemesata ingår i släktet Stenoporpia och familjen mätare. Inga underarter finns listade i Catalogue of Life.